# Croton scutatus
Espèce
Classification APG III (2009)
Croton scutatus est une espèce de plantes à fleurs du genre Croton et de la famille des Euphorbiaceae, présente du sud-est de la Colombie jusqu'au sud du Venezuela.